# الميراج (أريزونا)
الميراج (بالإنجليزية: El Mirage, Arizona)‏ هي مدينة تقع في مقاطعة ماريكوبا، أريزونا بولاية أريزونا في الولايات المتحدة. تبلغ مساحتها 25 (كم²)، وترتفع عن سطح البحر 349 م، بلغ عدد سكانها 31797 نسمة في عام 2010 حسب إحصاء مكتب تعداد الولايات المتحدة وتصل الكثافة السكانية فيها 886.8 نسمة/كم2.

## التركيبة السكانية
حدّد مكتب تعداد الولايات المتحدة بيانات التركيبة السكانية لالميراج في تعداد الولايات المتحدة. في ما يلي، التركيبة السكانية حسب تعدادي 2000 و2010.

### تعداد عام 2000
بلغ عدد سكان الميراج 7,609 نسمة بحسب تعداد عام 2000، وبلغ عدد الأسر 2,121 أسرة وعدد العائلات 1,738 عائلة مقيمة في المدينة. في حين سجلت الكثافة السكانية 295.2 نسمة لكل كيلومتر مربع (764.6/ميل2). وبلغ عدد الوحدات السكنية 3,162 وحدة بمتوسط كثافة قدره 122.7 لكل كيلومتر مربع (317.8/ميل2).
وتوزع التركيب العرقي للمدينة بنسبة 66.26% من البيض و3.29% من الأمريكيين الأفارقة و0.85% من الأمريكيين الأصليين و0.38% من الأمريكيين ذوي الأصول الآسيوية و0.05% من سكان جزر المحيط الهادئ و26.18% من الأعراق الأخرى و2.98% من عرقين مختلطين أو أكثر و66.82% من الهسبانيون أو اللاتينيون من أي عرق.
بلغ عدد الأسر 2,121 أسرة كانت نسبة 56.6% منها لديها أطفال تحت سن الثامنة عشر تعيش معهم، وبلغت نسبة الأزواج القاطنين مع بعضهم البعض 55.3% من أصل المجموع الكلي للأسر، ونسبة 17.7% من الأسر كان لديها معيلات من الإناث دون وجود شريك، بينما كانت نسبة 9% من الأسر لديها معيلون من الذكور دون وجود شريكة وكانت نسبة 18.1% من غير العائلات. تألفت نسبة 13% من أصل جميع الأسر من عدة أفراد يعيشون في نفس المنزل ونسبة 3.7% كانت تتألف من شخص يعيش بمفرده يبلغ من العمر 65 عاماً أو أكثر. وبلغ متوسط حجم الأسرة المعيشية 3.59، أما متوسط حجم العائلات فبلغ 3.87.
بلغ العمر الوسطي للسكان 24.6 عاماً. وكانت نسبة 36.8% من القاطنين تحت سن الثامنة عشر، وكانت نسبة 14.1% بين الثامنة عشر والرابعة والعشرين عاماً، ونسبة 28.6% كانت واقعةً في الفئة العمرية ما بين الخامسة والعشرين والرابعة والأربعين عاماً، ونسبة 13.8% كانت ما بين الخامسة والأربعين والرابعة والستين، ونسبة 6.6% كانت ضمن فئة الخامسة والستين عاماً فما فوق. يوجد لكل 100 أنثى 105.5 ذكر، ويوجد لكل 100 أنثى في الثامنة عشر من عمرها فما فوق 105.0 ذكر.
بلغ متوسط دخل الأسرة في المدينة 33,813 دولارًا، أما متوسط دخل العائلة فبلغ 33,468 دولارًا. وكان متوسط دخل الذكور 25,176 دولارًا مقابل 19,192 دولارًا للإناث. وسجل دخل الفرد الخاص بالمدينة 10,342 دولارًا. وكانت نسبة 12.6% من العائلات ونسبة 15.9% من السكان تحت خط الفقر، وكان من هؤلاء نسبة 14.2% تحت سن الثامنة عشر ونسبة 22% في الخامسة والستين من العمر وما فوق.

### تعداد عام 2010
بلغ عدد سكان الميراج 31,797 نسمة بحسب تعداد عام 2010، وبلغ عدد الأسر 9,416 أسرة وعدد العائلات 7,392 عائلة مقيمة في المدينة. في حين سجلت الكثافة السكانية 1,233.4 نسمة لكل كيلومتر مربع (3,194.5/ميل2). وبلغ عدد الوحدات السكنية 11,326 وحدة بمتوسط كثافة قدره 439.3 لكل كيلومتر مربع (1,137.8/ميل2).
وتوزع التركيب العرقي للمدينة بنسبة 60.85% من البيض و6.57% من الأمريكيين الأفارقة و1.42% من الأمريكيين الأصليين و1.63% من الأمريكيين ذوي الأصول الآسيوية و0.28% من سكان جزر المحيط الهادئ و24.28% من الأعراق الأخرى و4.98% من عرقين مختلطين أو أكثر و47.55% من الهسبانيون أو اللاتينيون من أي عرق.
بلغ عدد الأسر 9,416 أسرة كانت نسبة 54% منها لديها أطفال تحت سن الثامنة عشر تعيش معهم، وبلغت نسبة الأزواج القاطنين مع بعضهم البعض 52.3% من أصل المجموع الكلي للأسر، ونسبة 17.9% من الأسر كان لديها معيلات من الإناث دون وجود شريك، بينما كانت نسبة 8.3% من الأسر لديها معيلون من الذكور دون وجود شريكة وكانت نسبة 21.5% من غير العائلات. تألفت نسبة 14.8% من أصل جميع الأسر من عدة أفراد يعيشون في نفس المنزل ونسبة 3.7% كانت تتألف من شخص يعيش بمفرده يبلغ من العمر 65 عاماً أو أكثر. وبلغ متوسط حجم الأسرة المعيشية 3.38، أما متوسط حجم العائلات فبلغ 3.73.
بلغ العمر الوسطي للسكان 28.1 عاماً. وكانت نسبة 35.5% من القاطنين تحت سن الثامنة عشر، وكانت نسبة 9.7% بين الثامنة عشر والرابعة والعشرين عاماً، ونسبة 31.8% كانت واقعةً في الفئة العمرية ما بين الخامسة والعشرين والرابعة والأربعين عاماً، ونسبة 16.6% كانت ما بين الخامسة والأربعين والرابعة والستين، ونسبة 6.4% كانت ضمن فئة الخامسة والستين عاماً فما فوق. وتوزع التركيب الجنسي للسكان بنسبة 49.6% ذكور و50.4% إناث.

## وصلات خارجية
- http://www.cityofelmirage.org/